# Matthias Mann
Matthias Mann (født 10. oktober 1959) er en tysk fysiker og biokemiker. Han forsker inden for massespektrometri og proteomik.

## Opvækst og uddannelse
Mann blev født i Thuine, Niedersachsen, og studerede matematik og fysik ved Georg-August-Universität Göttingen. Han opnåede sin ph.d.-grad i 1988 ved Yale University, hvor han arbejdede i John Fenns forskningsgruppe – Fenn modtog senere Nobelprisen i kemi.

## Karriere
Efter et postdoc-ophold ved Syddansk Universitet i Odense blev Mann forskningsgruppeleder ved European Molecular Biology Laboratory (EMBL) i Heidelberg. Senere vendte han tilbage til Odense som professor i bioinformatik. Siden 2005 har han været direktør ved Max-Planck-Institut für Biochemie i Martinsried nær München. Derudover er han principal investigator ved Novo Nordisk Foundation Center for Protein Research i København.
Fra hans forskningsgruppe i Martinsried opstod i 2016 virksomhederne PreOmics, som kommercialiserer prøveforberedelsessæt, og EVOSEP, som udvikler udstyr til proteinanalyse.
Hans arbejde har haft stor betydning inden for flere områder af massespektrometri-baseret proteomik:
- Den såkaldte peptid-sekvensmærkat-metode, udviklet ved EMBL, var en af de første metoder til identifikation af peptider ud fra massespektre og genomsdata.
- Nano-elektrospray (en elektrosprayteknik med meget lave flowrater) var den første metode, som muliggjorde sekventering af proteiner i femtomolskala fra polyakrylamidgeler.
- En nyere metabolisk mærkningsteknik kaldet SILAC (Stable Isotope Labeling with Amino acids in Cell culture) anvendes bredt i kvantitativ proteomik.

## Øvrige aktiviteter
PharmaFluidics, medlem af det rådgivende udvalg (siden 2019).

## Priser og hædersbevisninger
- 1991: Malcom Award fra tidsskriftet Organic Mass Spectrometry
- 1996: Mattauch-Herzog-Preis for massespektrometri
- 1997: Hewlett-Packard Prize for Strategic Research in Automation of Sample Preparation
- 1998: Edman Prize fra Methods in Protein Structure Analysis Society
- 1999: Bieman Medal for fremragende resultater inden for massespektrometri (fra American Society for Mass Spectrometry)
- 1999: Udnævnt som den næstmest citerede kemiker i perioden 1994–1996 af Institute of Scientific Information
- 1999: Gæsteprofessor ved Harvard Medical School
- 1999: Optaget som medlem af European Molecular Biology Organization (EMBO)
- 2000: Meyenburg-Preis
- 2001: Bernhard og Matha Rasmussens mindepris i kræftforskning
- 2001: Meyenburg Cancer Research Award fra Deutsches Krebsforschungszentrum
- 2001: Fresenius-Preis og medalje for analytisk kemi fra Gesellschaft Deutscher Chemiker
- 2004: Æresdoktorgrad, Universitetet i Utrecht, Holland
- 2004: Lundbeckfondens Nordiske Forskerpris[2]
- 2004: Novo Nordisk Prisen sammen med Peter Roepstorff
- 2005: Anfinsen Award fra The Protein Society
- 2006: Biochemische Analytik-prisen fra Deutsche Gesellschaft für Klinische Chemie und Laboratoriumsmedizin
- 2008: HUPO Distinguished Achievement Award in Proteomic Science
- 2008: Bijvoet Medal fra Bijvoet Center for Biomolecular Research ved Utrecht Universitet[3]
- 2010: Friedrich Wilhelm Joseph von Schelling-Preis fra Bayerische Akademie der Wissenschaften
- 2012: Gottfried Wilhelm Leibniz-Preis fra Deutsche Forschungsgemeinschaft
- 2012: Feodor Lynen Medal
- 2012: Körber-Preis für die Europäische Wissenschaft
- 2012: Louis-Jeantet Prize for Medicine
- 2012: Ernst Schering Prize[4]
- 2015: Theodor Bücher Lecture and Medal
- 2015: Ridderkorset af Dannebrogordenen
- 2015: Barry L. Karger Medal in Bioanalytical Chemistry
- 2017: Lennart Philipson Award
- 2023: Otto Warburg Medal fra Deutsche Gesellschaft für Biochemie und Molekularbiologie